# Del Norte Coast Redwoods State Park
Het Del Norte Coast Redwoods State Park is een staatspark in Del Norte County in het noordwesten van Californië. Het is onderdeel van de Redwood National and State Parks. Het park bestaat voor de helft uit oerbos van kustmammoetbomen en omvat ook 13 kilometer Pacifische kustlijn. In 2002 werd het park aanzienlijk uitgebreid met 10.000 hectare bij Mill Creek. Het park werd opgericht in 1925 en heeft vandaag de dag een oppervlakte van 12.651 hectare. Het park is sinds 1983 onderdeel van de California Coast Ranges Biosphere Reserve.

## Voorstellen voor sluiting
Een voorstel om een deel van dit park te sluiten plaatste het op de lijst van 48 staatsparken in Californië die in januari 2008 door gouverneur Arnold Schwarzenegger werden voorgesteld voor sluiting als onderdeel van een programma om het begrotingstekort terug te dringen. De beslissing werd ingetrokken na publieke verontwaardiging. In mei 2011 was het park echter een van de 70 staatsparken die met sluiting werden bedreigd. In oktober 2011 stemde de National Park Service ermee in om het beheer van Del Norte Coast Redwoods voorlopig voor een jaar over te nemen.